# Pluwiał
Pluwiał – okres ze zwiększoną ilością opadów atmosferycznych, występujący w niskich szerokościach geograficznych. 
Zwykle koreluje się ze zlodowaceniem w umiarkowanej strefie klimatycznej.